# De revolutionibus (Handschrift)

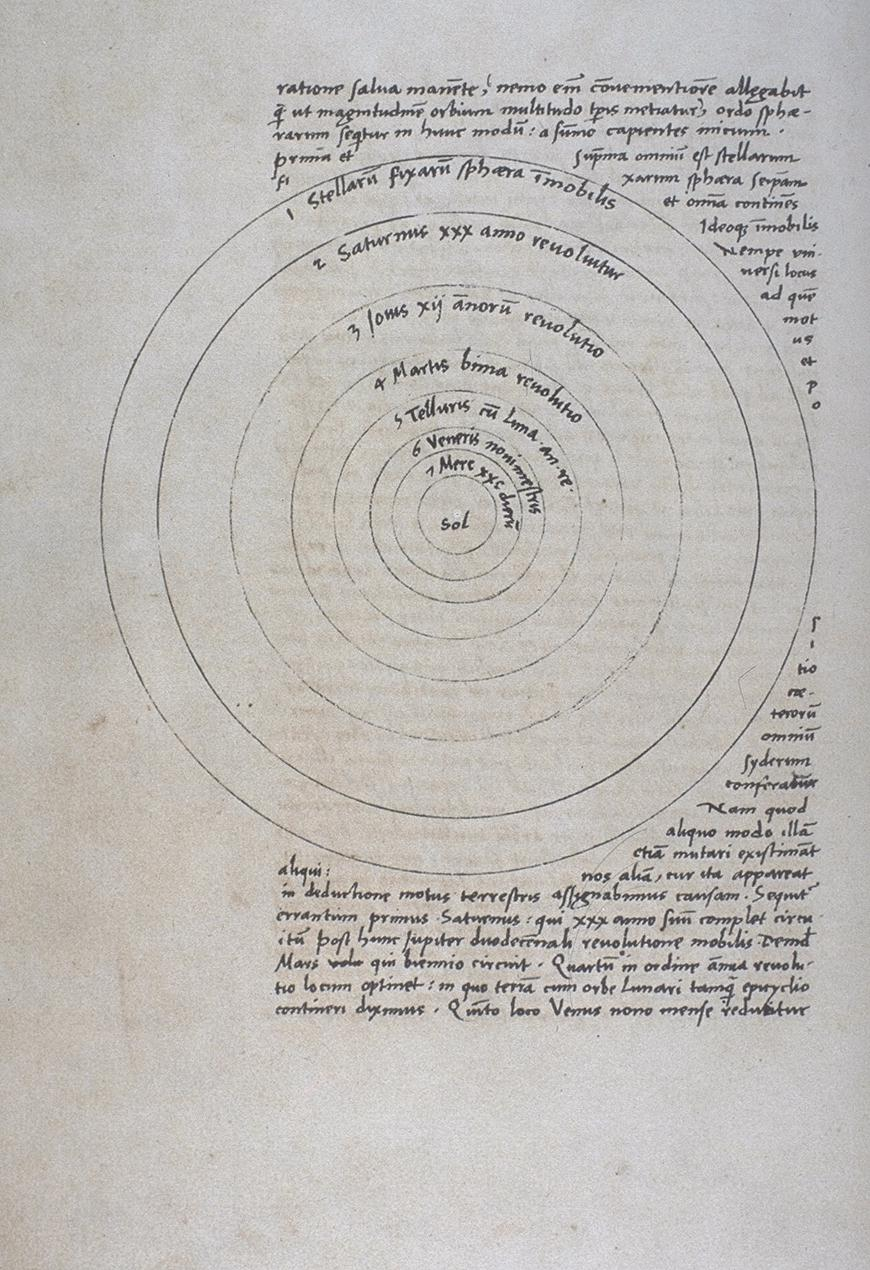
Seite der Handschrift

Die Handschrift De revolutionibus von Nicolaus Copernicus (polnisch Autograf De revolutionibus Mikołaja Kopernika) ist eine Handschrift aus der ersten Hälfte des 16. Jahrhunderts. Sie entstand in Frauenburg im Ermland und befindet sich heute in der Jagiellonischen Bibliothek in Krakau.

## Beschreibung
Das Buch besteht aus 213 Papierblättern. Es ist seit 1999 Teil des Weltdokumentenerbes.

## Geschichte
Die Handschrift wurde von Nicolaus Copernicus in Frauenburg zwischen 1520 und 1541 geschaffen. Sie kam nach dem Tod von Copernicus zunächst an Tiedemann Giese und nach dessen Tod über Krakau, Leipzig, Heidelberg nach Prag. 1965 wurde die Handschrift nach Polen überführt. Sie wird seither in der Jagiellonischen Bibliothek in Krakau aufbewahrt.